# Brasileiro de Seleções de Futsal
Il Campeonato Brasileiro de Seleções de Futsal, detto anche semplicemente Brasileiro de Seleções è il campionato brasileiro de calcio a 5 per selezioni statali.
Si svolge ogni biennio dal 1959, attualmente per le categorie maggiori (maschile e femminile) e per le categorie under-15, under-17 e under-20 maschile, under-20 femminile. Negli anni si sono succedute diverse formule per la divisione degli atleti maschili nelle competizioni giovanili: 
- Quello che sino al 2002 era chiamato Campeonato Brasileiro de Seleções Juvenil ha mutato nome in Campeonato Brasileiro de Seleções Sub-20.
- Quello che sino al 2001 era chiamato Campeonato Brasileiro de Seleções Infantil ha mutato nome in Campeonato Brasileiro de Seleções Sub-15.
- A partire dal 2005 è stato inserito nel programma della manifestazione il Campeonato Brasileiro de Seleções Sub-17
- Nel 1981 e nel 1984 furono disputate due edizioni del Campeonato Brasileiro de Seleções Fraldinha.

## Edizioni
| Anno | Ospite         | Campione          | Vicecampione         | Terzo posto         | Quarto posto                |
| ---- | -------------- | ----------------- | -------------------- | ------------------- | --------------------------- |
| 1959 | San Paolo      | Rio de Janeiro    | San Paolo            | Ceará               | Rio Grande do Sul           |
| 1961 | Rio de Janeiro | Rio de Janeiro    | San Paolo            | Rio Grande do Norte | Ceará                       |
| 1963 | Porto Alegre   | Rio de Janeiro    | San Paolo            | Rio Grande do Sul   | Ceará e Rio Grande do Norte |
| 1965 | Natal          | Rio de Janeiro    | Ceará e Minas Gerais | Rio Grande do Norte | San Paolo                   |
| 1967 | Fortaleza      | Ceará             | Minas Gerais         | Rio de Janeiro      | San Paolo                   |
| 1969 | Porto Alegre   | Ceará             | Rio Grande do Sul    | Rio de Janeiro      | Minas Gerais                |
| 1971 | San Paolo      | San Paolo         | Minas Gerais         | Ceará               | Rio Grande do Sul           |
| 1973 | Florianópolis  | Ceará             | Santa Catarina       | Rio de Janeiro      | Bahia                       |
| 1975 | Recife         | Rio de Janeiro    | San Paolo            | Ceará               | Minas Gerais                |
| 1977 | Porto Alegre   | Rio Grande do Sul | Rio de Janeiro       | San Paolo           | Pernambuco                  |
| 1979 | Fortaleza      | Rio Grande do Sul | Rio de Janeiro       | Bahia               | Ceará                       |
| 1980 | San Paolo      | Rio Grande do Sul | Rio de Janeiro       | Ceará               | San Paolo                   |
| 1981 | Brasilia       | San Paolo         | Rio Grande do Sul    | Rio de Janeiro      | Ceará                       |
| 1983 | Belo Horizonte | Minas Gerais      | Paraná               | Paraiba             | Espírito Santo              |
| 1985 | Recife         | Rio de Janeiro    | Ceará                | Minas Gerais        | Paraiba                     |
| 1987 | Campo Grande   | Santa Catarina    | Pernambuco           | Rio Grande do Sul   | Ceará                       |
| 1989 | Fortaleza      | Rio Grande do Sul | Santa Catarina       | San Paolo           | Ceará                       |
| 1991 | Fortaleza      | Ceará             | San Paolo            | Paraná              | Brasilia                    |
| 1993 | Vitoria        | Pernambuco        | Paraná               | San Paolo           | Minas Gerais                |
| 1995 | Porto Alegre   | Rio Grande do Sul | San Paolo            | Ceará               | Minas Gerais                |
| 1997 | Belo Horizonte | Rio Grande do Sul | Santa Catarina       | Pernambuco          | Minas Gerais                |
| 1999 | Rio de Janeiro | San Paolo         | Rio de Janeiro       | Rio Grande do Sul   | Minas Gerais                |
| 2001 | Aracaju        | Santa Catarina    | Rio Grande do Sul    | San Paolo           | Minas Gerais                |
| 2003 | São Luís       | Rio Grande do Sul | San Paolo            | Paraná              | Maranhão                    |
| 2005 | San Paolo      | Rio Grande do Sul | Paraná               | Santa Catarina      | San Paolo                   |

## Riepilogo vittorie
| Vittorie   | Stato             | Anno/i                                         |
| ---------- | ----------------- | ---------------------------------------------- |
| 8 edizioni | Rio Grande do Sul | 1977, 1979, 1980, 1989, 1995, 1997, 2003, 2005 |
| 6 edizioni | Rio de Janeiro    | 1959, 1961, 1963, 1965, 1975, 1985             |
| 4 edizioni | Ceará             | 1967, 1969, 1973, 1991                         |
| 3 edizioni | San Paolo         | 1971, 1981, 1999                               |
| 2 edizioni | Santa Catarina    | 1987, 2001                                     |
| 1 edizione | Minas Gerais      | 1983                                           |
| 1 edizione | Pernambuco        | 1993                                           |